# Crazy Nights (album de Tygers of Pan Tang)
Albums de Tygers of Pan Tang
Spellbound
(1981) The Cage
(1982)
Singles
1. Love Don't Stay
Sortie : 5 avril 1981
2. Do It Good
Sortie : janvier 1982

Crazy Nights est le 3e album studio du groupe de heavy metal anglais, Tygers of Pan Tang. Il est sorti en novembre 1981 et fut produit par Dennis MacKay.

## Historique
Sorti seulement six mois après Spellbound, Crazy Nights sera le dernier album du groupe avec John Sykes qui partira rejoindre Thin Lizzy en remplacement de Snowy White. Il fut enregistré aux Studios Trident de Londres et aux Rock City Studios de Shepperton.
Les premiers pressages de l'album seront accompagnés d'un Ep deux titres (The Stormlands et Slip Away). Lors de la réédition de l'album en 1997, ces deux titres plus un troisième, Paradise Drive, seront inclus.
Il se classa à la 51e place des charts britanniques. Love Don't Stay et Do It Good sortiront en singles.
La pochette est signée par le peintre illustrateur anglais Rodney Matthews. Elle représente un tigre géant agrippé en haut de la Post Office Tower de Londres, se battant contre des avions (un clin d'oeil au film King Kong).

## Liste des titres
- Tous les titres sont signés par le groupe.

Face 1
1. Do It Good - 4:27
2. Love Don't Stay - 4:18
3. Never Satisfied - 3:50
4. Running Out of Time - 4:38

Face 2
1. Crazy Nights - 4:36
2. Down and Out - 3:52
3. Lonely Man - 4:19
4. Make a Stand - 4:26
5. Raised on Rock - 3:25

Bonus tracks (Réédition 1997)
1. Slip Away - 3:14 (Face B du single Do It Good)
2. The Stormlands - 4:18 (Face B du single Love Potion No. 9, sorti en 1982)
3. Paradise Drive - 3:43 (Face B du single Love Don't Stay)

## Musiciens du groupe
- Robb Weir : guitares, chœurs.
- Rocky : basse.
- Brian Dick : batterie, percussions.
- Jon Deverill : chant.
- John Sykes : guitares, chœurs.

## Charts
| Pays                          | Durée du classement | Meilleur classement | Date             |
| ----------------------------- | ------------------- | ------------------- | ---------------- |
| Royaume-Uni (UK Albums Chart) | 3 semaines          | 51e                 | 22 novembre 1981 |